# Ministrymon megacles
Ministrymon megacles is een vlinder uit de familie van de Lycaenidae. De wetenschappelijke naam van de soort werd als Papilio megacles in 1780 gepubliceerd door Caspar Stoll.

## Synoniemen
- Thecla adria Hewitson, 1873